# Lane MacDermid
Lane MacDermid (né le 25 août 1989 à Hartford dans l'État du Connecticut aux États-Unis) est un joueur professionnel canadien et américain de hockey sur glace. Il évolue au poste d'ailier gauche.

## Biographie
Il est repêché au quatrième tour par les Bruins de Boston, 112e rang au total, lors du repêchage d'entrée dans la LNH 2010 après avoir complété sa carrière junior avec les Spitfires de Windsor, qui s'est conclue par une conquête de la Coupe Memorial. Il commence sa carrière professionnelle la même année de son repêchage avec les Bruins de Providence, club-école de Boston dans la LAH.
Il fait ses débuts dans la LNH avec les Bruins durant la saison 2011-2012. Le 2 avril 2013, il est échangé aux Stars de Dallas avec le prospect Cody Payne et un choix de premier tour pour 2013 contre Jaromír Jágr. Le lendemain, il marque son premier but dans la LNH lors de son premier match avec les Stars.
Le 22 novembre 2013, il est échangé aux Flames de Calgary contre un choix de sixième tour en 2014.
Il annonce sa retraite en février 2014, à l'âge de 24 ans, après avoir été suspendu par les Flames pour avoir refusé de se rapporter au Heat d'Abbotsford dans la LAH. Il a cité comme principale raison qu'il n'avait plus le goût de jouer au hockey professionnel.

## Vie personnelle
Son père, Paul MacDermid, était également joueur de hockey professionnel et a joué dans la LNH. Il a un frère, Kurtis MacDermid, qui est également joueur de hockey professionnel.

## Statistiques
| Saison     | Équipe               | Ligue      |    | Saison régulière | Saison régulière | Saison régulière | Saison régulière | Saison régulière |   | Séries éliminatoires | Séries éliminatoires | Séries éliminatoires | Séries éliminatoires | Séries éliminatoires |
| Saison     | Équipe               | Ligue      | PJ | B                | A                | Pts              | Pun              | PJ               | B | A                    | Pts                  | Pun                  |                      |                      |
| 2006-2007  | Attack d'Owen Sound  | LHO        | 57 | 2                | 5                | 7                | 115              | 4                | 1 | 0                    | 1                    | 2                    |                      |                      |
| 2007-2008  | Attack d'Owen Sound  | LHO        | 66 | 13               | 11               | 24               | 190              | -                | - | -                    | -                    | -                    |                      |                      |
| 2008-2009  | Attack d'Owen Sound  | LHO        | 26 | 8                | 6                | 14               | 85               | -                | - | -                    | -                    | -                    |                      |                      |
| 2008-2009  | Spitfires de Windsor | LHO        | 38 | 7                | 14               | 21               | 112              | 20               | 4 | 5                    | 9                    | 38                   |                      |                      |
| 2009-2010  | Bruins de Providence | LAH        | 65 | 2                | 3                | 5                | 155              | -                | - | -                    | -                    | -                    |                      |                      |
| 2010-2011  | Bruins de Providence | LAH        | 78 | 7                | 12               | 19               | 158              | -                | - | -                    | -                    | -                    |                      |                      |
| 2011-2012  | Bruins de Providence | LAH        | 69 | 4                | 12               | 16               | 121              | -                | - | -                    | -                    | -                    |                      |                      |
| 2011-2012  | Bruins de Boston     | LNH        | 5  | 0                | 0                | 0                | 5                | -                | - | -                    | -                    | -                    |                      |                      |
| 2012-2013  | Bruins de Providence | LAH        | 37 | 4                | 2                | 6                | 82               | -                | - | -                    | -                    | -                    |                      |                      |
| 2012-2013  | Bruins de Boston     | LNH        | 3  | 0                | 0                | 0                | 10               | -                | - | -                    | -                    | -                    |                      |                      |
| 2012-2013  | Stars de Dallas      | LNH        | 6  | 2                | 0                | 2                | 9                | -                | - | -                    | -                    | -                    |                      |                      |
| 2013-2014  | Stars de Dallas      | LNH        | 6  | 0                | 2                | 2                | 5                | -                | - | -                    | -                    | -                    |                      |                      |
| 2013-2014  | Heat d'Abbotsford    | LAH        | 25 | 1                | 1                | 2                | 24               | -                | - | -                    | -                    | -                    |                      |                      |
| 2013-2014  | Flames de Calgary    | LNH        | 1  | 0                | 0                | 0                | 7                | -                | - | -                    | -                    | -                    |                      |                      |
| Totaux LNH | Totaux LNH           | Totaux LNH | 21 | 2                | 2                | 4                | 36               | -                | - | -                    | -                    | -                    |                      |                      |

## Trophées et honneurs personnels
- 2008-2009 :
  - champion de la Coupe J.-Ross-Robertson avec les Spitfires de Windsor.
  - champion de la Coupe Memorial avec les Spitfires de Windsor.